# 보잭 홀스맨
《보잭 홀스맨》(영어: BoJack Horseman)은 라파엘 밥왁스버그가 제작한 미국의 블랙 코미디 드라마 성인 애니메이션이다. 밥웍스버그의 친구이자 전에 웹코믹 〈Tip Me Over, Pour Me Out〉을 공동으로 집필한 작화가 리사 해너월트가 디자인했다. 2014년 8월 22일에 넷플릭스를 통해 처음 방영됐으며 2020년 1월 31일 마지막 시즌인 시즌 6을 방송하며 총 77화로 종료했다. 그 외 2014년 12월 19일에 크리스마스 특선단편이 송출됐다.
인간과 의인화 동물이 공존하는 대체 역사의 할리우드가 배경으로, 주인공은 가상의 1990년대 시트콤 '말 장난'의 주연이었다 한물 간 배우 보잭 호스맨 (성우 윌 아넷)이다. 공동 주연인물로 보잭이 경력 복귀를 위해 자신의 자서전을 쓰고자 고용한 대필작가 다이앤 응우옌 (앨리슨 브리), 보잭의 연예 에이전트 프린세스 캐롤린 (에이미 서데러스), 활동시절 경쟁했던 친구 피넛버터 (폴 F. 톰프킨스), 그리고 같이 집에 사는 방짝 토드 차베즈 (에런 폴)가 있다. 보잭 홀스맨이 자신의 배우 경력동안 약 및 알코올 중독으로 망가진 자신의 신체적 및 정신적 건강을 회상하며 다른 주연들과 함께 새로운 중년의 삶을 살다가 발생하는 일련의 사건들이 《보잭 홀스맨》의 주이야기이다.
《보잭 홀스맨》은 방영 초기에는 복합적인 평가를 받았으나 시즌 1 후반부를 기점으로 평론이 긍정적인 경향으로 기울었고, 이후 시즌들은 모두 대체적으로 호평을 받았다. 해당 애니메이션은 우울증, 심적외상, 중독증적 탐닉, 자기 파괴적 행동, 인종차별, 성차별, 청소년 임신, 성, 인간의 조건 등 무거운 주제에 대한 현실적인 고찰과 묘사로 호응을 얻었다. 《보잭 홀스맨》은 다양한 수상식을 휩쓸어 크리틱스 초이스 텔레비전상의 '최고의 애니메이션 프로그램' 종목에서 4번, 애니상에서 3번, 그리고 미국 작가 조합상에서 2번 수상받았다. 그 외 프라임타임 에미상에서 '뛰어난 애니메이션 프로그램' 종목 2번을 포함해 총 3번 수상받았다.

## 제작

### 구상
작가 라파엘 밥왁스버그는 로스앤젤레스로 처음 이사한 후 여러 방송국에 다양한 도안을 제출하고 다녔다. 이 중 하나는 공포 정치를 배경으로 한 가족 코미디 도안 〈The Good Times Are Killing Me〉로, 웍스버그의 말을 빌리자면 "프랑스판 《올 인 더 패밀리》, 그러나 아버지가 잘나가는 길로틴 행상인이 괴짜같은 가족으로 골치를 쌓는 이야기"라고 한다. 같은 시기 웍스버그는 할리우드힐스에 있는 친구집에 잠시 머물게 됐는데, 그 곳에서 보낸 첫 날 밤 할리우드의 풍경을 보며 "세상의 꼭대기에서 전에 느껴보지 못한 고독"을 느겼다고 한다. 이 때 경험을 바탕으로 《보잭 홀스맨》에 대한 첫 발상이 시작했다고 한다.

### 출연
《보잭 홀스맨》의 등장인물 중 처음으로 성우가 결정된 건 보잭 홀스맨 역의 윌 아넷, 토드 차베즈의 에런 폴, 그리고 프린세스 캐롤린의 에이미 서데러스로, 애니메이션의 파일럿 제작이 완성되기 한참 전에 결정됐다고 한다. 그 외 역들은 넷플릭스가 지원한 후 결정됐다. 아넷과 폴은 공동제작책임자로서 애니메이션 제작에 관여하기도 했다.

## 음악
《보잭 홀스맨》의 여는곡은 패트릭 카니와 그의 삼촌 랄프 카니, 그리고 블루스 록 듀오 더 블랙 키스의 드러머가 공동작곡했다. 닫는곡 "Back in the 90s (BoJack's Theme)"은 인디팝 집단 그룹러브가 연주했다. 애니메이션 내 삽입곡은 대체로 제시 노박가 전 시즌 6개동안 담당했다.

## 평론
| 시즌              | 시즌 | 평론             | 평론               |
| 시즌              | 시즌 | 로튼 토마토      | 메타크리틱         |
| ----------------- | ---- | ---------------- | ------------------ |
|                   | 1    | 71% (평가 28개)  | 59/100 (평가 13개) |
|                   | 2    | 100% (평가 22개) | 90/100 (평가 7개)  |
|                   | 3    | 100% (평가 31개) | 89/100 (평가 12개) |
|                   | 4    | 97% (평가 35개)  | 87/100 (평가 5개)  |
|                   | 5    | 98% (평가 48개)  | 92/100 (평가 6개)  |
|                   | 6    | 96% (평가 54개)  | 93/100 (평가 6개)  |
| 91/100 (평가 8개) | 6    | 96% (평가 54개)  |                    |
| 평균              | 평균 | 93%              | 85/100             |

## 신디케이션
2018년 7월 26일, 코미디 센트럴이 《보잭 홀스맨》에 대한 비선형 매체용 신디케이션 권리를 획득했다. 이는 미국에서 처음으로 넷플릭스 오리지널 프로그램이 케이블 방송으로 신디케이션이 된 사례였다.

## 가정용 출시
2018년 12월 13일, 토르난테 컴퍼니와 샤우트! 팩토리가 첫 시즌 4개를 DVD와 블루레이로 발매한다고 발표했다.

## 참조